# Vadym Gutzeit
Vadim Gutzeit (também Vadym Guttsayt ou Vadym Markovich Hutsayt; em ucraniano:  Вадим Маркович Гутцайт) (Kiev, 6 de outubro de 1971) é um esgrimista ucraniano, que era da equipe campeã olímpica em 1992, e ganhou uma medalha de bronze nos 1991 Campeonato Mundial de Esgrima.
Desde 4 de março de 2020, Gutzeit é o Ministro da Juventude e do Esporte da Ucrânia.

## Carreira na esgrima
Em 1988 ele se tornou o campeão júnior da URSS. Ele ganhou a medalha de ouro no Campeonato Mundial Júnior em 1989 e 1990. Um ano depois, ele ganhou uma medalha de prata na mesma prova, bem como uma medalha de bronze individual e uma medalha de prata por equipe no Campeonato Mundial sênior.
Ele participou dos Jogos Olímpicos de Verão de 1992 em Barcelona pela Equipe Unificada aos 20 anos e ganhou a medalha de ouro com eles. Ele também competiu nos Jogos Olímpicos de Verão de 1996 em Atlanta, terminando em 6º no evento de sabre individual. Gutzeit participou de sua terceira Olimpíada nos Jogos de Sydney em 2000. Na competição por equipes, a Ucrânia terminou em 6º.
Em 1999, ele ficou em 11º no Campeonato Mundial de Esgrima de 1999.

## Carreira política
Em 9 de junho de 2019, Gutzeit anunciou que participaria das eleições parlamentares ucranianas de julho de 2019 com o partido Servo do Povo. Mas, 3 dias depois, ele retirou-se da eleição.
Desde 4 de março de 2020, Huttsait é o Ministro da Juventude e do Esporte da Ucrânia.